# Homollea leandrii
Homollea leandrii är en måreväxtart som beskrevs av Arenes. Homollea leandrii ingår i släktet Homollea och familjen måreväxter. Inga underarter finns listade i Catalogue of Life.